# Licania calvescens
Licania calvescens är en tvåhjärtbladig växtart som beskrevs av José Cuatrecasas. Licania calvescens ingår i släktet Licania och familjen Chrysobalanaceae. Inga underarter finns listade i Catalogue of Life.